# Ken Shimura
Pour les articles homonymes, voir Shimura.
Ken Shimura (志村けん, Shimura Ken), nom de scène de Yasunori Shimura (志村 康徳, Shimura Yasunori), né le 20 février 1950 à Higashimurayama et mort le 29 mars 2020 à Tokyo, est un humoriste et animateur de radio et télévision japonais.

## Biographie
Ken Shimura débute à la fin des années 1960 avec le groupe de rock et de comédie The Drifters (en). Il participe depuis à de nombreuses émissions de télévision, dont son propre show Ken Shimura no Bakatono Sama où il incarne le personnage d'apparence clownesque Bakatono Sama, qui popularise son interjection fétiche Ai~n. Il enregistre aussi quelques disques, dont le single Ai~n Taisō / Ai~n! Dance no Uta en tant que Bakatono Sama en collaboration avec le groupe Mini Moni.
Il meurt du COVID-19 à 70 ans le 29 mars 2020 dans un hôpital à Tokyo En mémoire de l'humoriste, sa ville natale de Higashimurayama a inauguré une statue en bronze à son effigie.

## Filmographie

### Acteur

#### Cinéma
- 1975 : Seigida !Mikatada !Zeninshugo ! ! : Ken shida
- 1975 : Za.Dorifutazu no kamo da ! !Goyo da ! ! : Ken shida
- 1999 : Railroad Man : Hajime Yoshioka
- 1999 : Poppoya de Yasuo Furuhata
- 2014 : Yôkai Watch : Tanjô no himitsuda nyan : Master Nyada (voix)

#### Séries télévisées
- 1977 : Tobe !Songokû : Songoku (voix)
- 1986 : Shimura Ken no Bakatonosama : Kennosuke shimura / bakatono
- 2010 : Kuraberu kurabera
- 2013 : Shimura dayo ! (ja) : Kissa Shimura masutâ / Lui-même

### Scénariste

#### Séries télévisées
- 1986 : Shimura Ken no Bakatonosama (ja)